# Émile Baumann
Émile Baumann (* 24. September 1868 in Lyon; † 24. November 1941 in La Seyne-sur-Mer) war ein französischer Schriftsteller.

## Leben
Émile Baumann bestand 1890 die Agrégation im Fach Lettres und war von 1901 bis 1909 Gymnasiallehrer in La Roche-sur-Yon. Dann entfaltete er 30 Jahre lang ein weitgespanntes Roman- und Essaywerk, das überwiegend katholische Themen behandelt. Winfried Engler ordnet ihn dem Renouveau catholique zu.  Er erhielt für sein Gesamtwerk 1921 den Prix Alfred Née der Académie française und 1936 den Prix d’Académie. Vier seiner Bücher wurden ins Deutsche übersetzt.

## Werke

### Romane
- L’immolé. Grasset, Paris 1909. (Prix Montyon der Académie française)
  - (deutsch) Der Geopferte. Dr. B. Filser, Augsburg 1923.
- La Fosse aux lions. Grasset, Paris 1911.
- Le baptême de Pauline Ardel. Grasset, Paris 1913.
- Le fer sur l'enclume. Perrin, Paris 1920.
- Job le prédestiné. Grasset, Paris 1922. (Grand Prix Balzac)
- Le Signe sur les mains. Grasset, Paris 1926.
- Abel et Caïn. Grasset, Paris 1930.
- L'excommunié. Grasset, Paris 1939.
  - (deutsch) Der Exkommunizierte. Amandus, Wien 1947.
- Shéhérazade. Lyon 1943.

### Weitere Werke
- Les Grandes formes de la musique. L'oeuvre de Camille Saint-Saëns.  Librairie Paul Ollendorff, Paris 1905, 1923.
- Trois villes saintes, Ars-en-Dombes, Saint-Jacques-de-Compostelle, le Mont-Saint-Michel. Grasset, Paris 1912.
- L'abbé Chevoleau, caporal au 90e d'infanterie. Perrin, Paris 1917.
- La Paix du septième jour. Les pontifes de la fausse paix. Veilleur, quoi dans la nuit ? Les signes prochains. A Jérusalem, en l'an... La terre nouvelle et les cieux nouveaux. Perrin, Paris 1918.
- L'anneau d'or des grands mystiques de saint Augustin à Catherine Emmerich. Grasset, Paris 1924.
- Saint Paul. Grasset, Paris 1925.
  - (deutsch) Der Heilige Paulus. J. Kösel & Fr. Pustet, München 1926. (übersetzt von Marie Amelie von Godin)
- Intermèdes. Grasset, Paris 1927. (Essays)
- Mon frère le Dominicain. Grasset, Paris 1927. (Biographie von Léon Baumann)
- Les Chartreux. Grasset, Paris 1928.
  - (deutsch) Die Kartäuser. Helios, Münster 1930.
- Bossuet. Grasset, Paris 1929.
- Marie-Antoinette et Axel Fersen. Grasset, Paris 1931.
- (Hrsg.) Bossuet moraliste. Grasset, Paris 1932.
- Le Mont Saint-Michel. Grasset, Paris 1932.
- Le Cantique éternel. La Symphonie du désir. Grasset, Paris 1933. (über das Hohelied)
- Héloïse. L'amante et l'abbesse. Albin Michel, Paris 1934.
- Lyon et le Lyonnais. Gigord, Paris 1935.
- La vie terrible d'Henry de Groux. Grasset, Paris 1936. (über seinen Schwiegervater)
- Les nourritures célestes. Grasset, Paris 1943.
- Pierre Puget, sculpteur, 1620–1694. Paris 1949.